# Solar (Hilpoltstein)
Solar  ([zoˈlaːɐ̯] ⓘ) ist ein Gemeindeteil der Stadt Hilpoltstein im Landkreis Roth (Mittelfranken, Bayern). Die Gemarkung Solar hat eine Fläche von 5,074 km². Sie ist in 606 Flurstücke aufgeteilt, die eine durchschnittliche Flurstücksfläche von 8372,93 m² haben. In ihr liegen neben dem namensgebenden Ort die Gemeindeteile Auhof und Grauwinkl.

## Lage
Das Dorf liegt, umgeben von Feldern und Wiesen, circa eineinhalb Kilometer südöstlich des Stadtkerns von Hilpoltstein auf der Landterrasse einer vom Oberen Burgsandstein und Feuerletten gebildeten Schichtstufe. 1 km nördlich verläuft der Main-Donau-Kanal. Es befindet sich am Rand des Fränkischen Seenlandes, der Rothsee ist 4 km entfernt. Die den Ort durchquerende Staatsstraße 2238 führt nach Hilpoltstein bzw. zur Anschlussstelle Hilpoltstein (AS 56) der ca. 2,5 km östlich verlaufenden Autobahn A 9. Gemeindeverbindungsstraßen führen nach Marquardsholz und Eibach.
Die Ortsflur ist circa 230, die Gemeindeflur im Jahr 1961 476,65 Hektar groß.

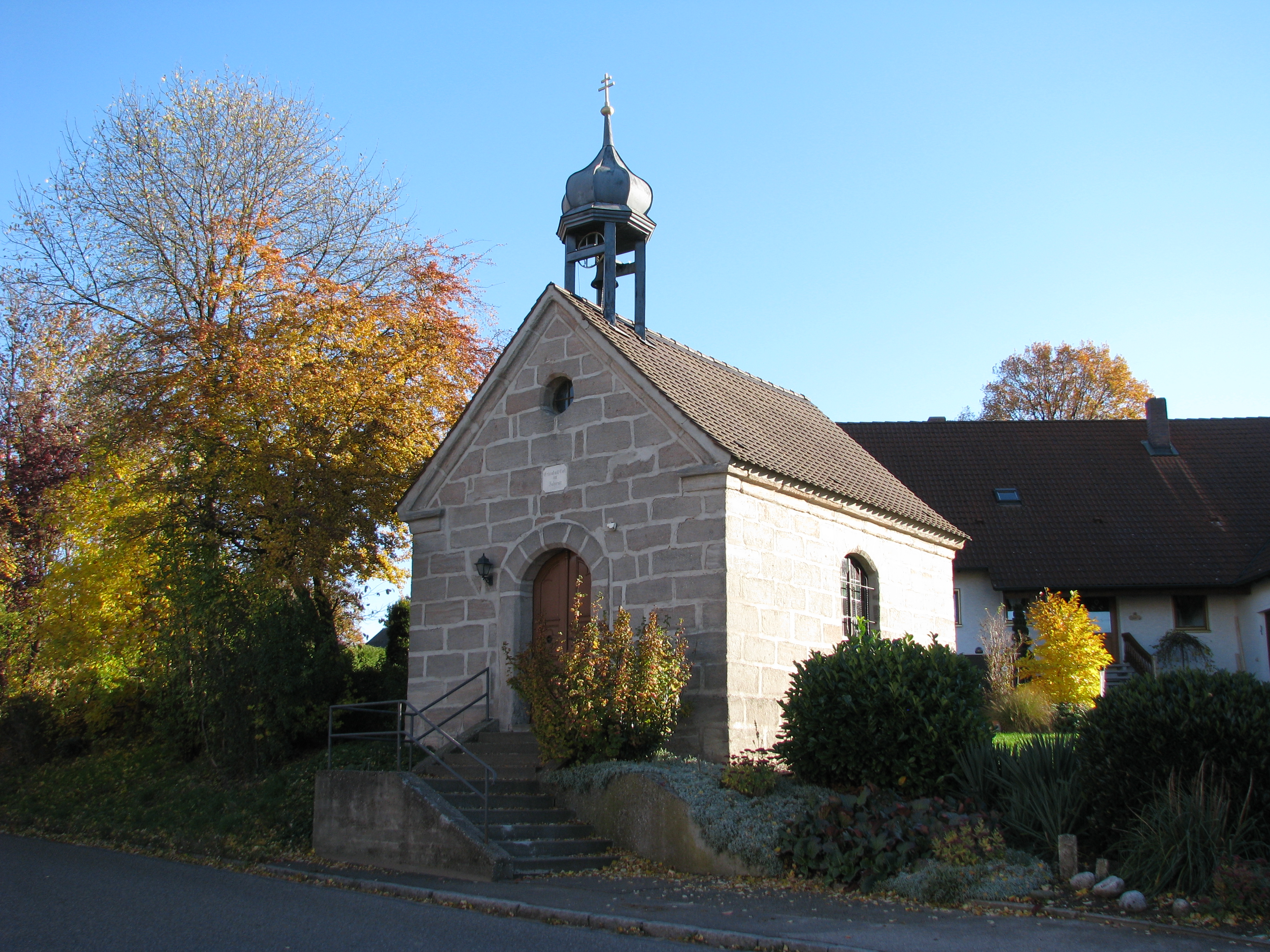
Ortskapelle von 1877

## Ortsnamensdeutung
Karl Kugler deutet den Ortsnamen als „Wohnhaus an der Pfütze/am Sumpf/an der Lache“ von „sol“ (= Morast, Sumpf) und „ler“ (= Wohnung). Eine jüngere Deutung sieht im Ortsnamen das althochdeutsche „solari“ für „Söller, erhöhter Saal, Terrasse“, Solar also als Siedlung „auf dem Berge“.

## Geschichte
Die Erstbesiedelung erfolgte in der dritten germanischen Siedlungsperiode im 9. bis 12. Jahrhundert. Für die Datierung einer urkundlichen Ersterwähnung mit dem Ortsadeligen „Engilher de Solar“ auf das Jahr 1109 fehlt der Beweis. Der Ortsadel hatte seinen Herrensitz vermutlich in dem Eigengut, das im 16. Jahrhundert der Nürnberger Bürger Georg Pabst bewirtschaftete; diesen Hof zu „Solern“ hatte der Reichsministeriale Heinrich von Stein 1337 an eine gewisse Irmel die Lemmlin verkauft, wobei unsicher ist, ob „Solern“ tatsächlich mit Solar identisch ist. Als 1376 Hilpolt der Alte und seine Frau Percht sowie Hilpolt der Jüngere und seine Frau Margareta an der Pfarrkirche zu Hilpoltstein fünf ewige Messen stifteten, dotierten sie diese unter anderem mit Gütern in Solar. Nach dem Aussterben der Herren von Stein mit Hilpolt IV. wurde deren Besitz 1385 herzoglich-bayerisch und kam 1505, nach dem Landshuter Erbfolgekrieg, zu dem neuen Herzogtum Pfalz-Neuburg. 1530 bis 1680 besaß das Nürnberger Handelsgeschlecht der Gammersfelder den Edelsitz von Solar, anschließend bis 1722 die Familie Oelhafen.
Mit dem pfalz-neuburgischen Amt war Solar von 1542 bis 1578 an die Reichsstadt Nürnberg verpfändet. Mit diesem Herrschaftswechsel war auch ein sofortiger Religionswechsel verbunden; so war das Amt Hilpoltstein und damit auch Solar von 1542 bis 1627, als unter Pfalzgraf Wolfgang Wilhelm die Gegenreformation erfolgte, protestantisch. Die von Nürnberg vorgenommene Güterbeschreibung, das Salbuch von 1544, weist für Solar 21 „Höfe, Güter und Mannschaften“ aus. Drei gehörten der Herrschaft Stein, zwei dem Kloster Seligenporten, sechs waren „alt Nürnbergisch“, ein Eigengut gehörte dem Nürnberger Bürger Georg Pabst, zwei waren stein-chorstiftlicher Besitz und sechs gehörten der Kirche zu (Hilpolt-)Stein. Ab 1578 war das Amt Hilpoltstein und damit auch Solar wieder pfalz-neuburgisch. Gegen Ende des Alten Reiches, um 1800, war Solar ein Dorf von 20 Untertanen-Anwesen, die zehn verschiedenen Grundherren gehörten,
- ein halbes der Kirche zu Jahrsdorf,
- je eines der von Schwarz’schen Gutsherrschaft Nürnberg und dem Klosteramt Seligenporten,
- je zwei dem kurbayerischen Kastenamt Hilpoltstein und dem kurbayerischen Rentamt Hilpoltstein,
- je drei der Protestantischen Kultusstiftung Nürnberg und der Chorstiftverwaltung Hilpoltstein, sowie
- fünf und ein halbes der Pfarrkirche Hilpoltstein.
- Zwei Anwesen waren frei eigener Besitz.

Die Hochgerichtsbarkeit übte seit 1505 das pfalz-neuburgische bzw. zuletzt kurbayerische Pflegamt Hilpoltstein aus.
Im neuen Königreich Bayern (1806) wurde der Steuerdistrikt Jahrsdorf gebildet; zu ihm gehörte auch Solar mit Grauwinkl und Schafhof (1837 ein Anwesen mit 16 Bewohnern), des Weiteren der Krohenhof, Patersholz mit Eibach und Pierheim mit Bischofsholz.
1867 hatte die Gemeinde Solar, also Solar, Grauwinkl und Schafhof zusammen 221 Einwohner und 78 Gebäude; auf Solar selber entfielen 120 Einwohner und 44 Gebäude. 1875 gab es in Solar ein Pferd und 130 Stück Rindvieh. Im gleichen Jahr wurden in der Landgemeinde Solar mit ihren drei Orten amtlicherseits 192 Einwohner, drei Pferde, 272 Stück Rindvieh, 266 Schafe und 51 Schweine gezählt. Während die Kinder von Solar und Schafhof die Schule in Hilpoltstein besuchten, gingen die Kinder des Ortsteils Grauwinkl nach Jahrsdorf zur Schule. Um 1900 hatte die Gemeinde 202 Einwohner, davon 113 in Solar selber. Zu diesem Zeitpunkt hatte sich der Viehbestand der Gemeinde etwas geändert; nunmehr wurden amtlicherseits vier Pferde, 302 Stück Rindvieh, nur noch 107 Schafe, aber 154 Schweine und zusätzlich sechs Ziegen gezählt. Bis 1961 verdoppelte sich die Einwohnerzahl der Gemeinde auf 402, hauptsächlich durch das Erziehungs- und Kinderheim Auhof in Schafhof (223 Einwohner in fünf Gebäuden).
1933 wurde auf der Solarer Höhe ein nationalsozialistisches sogenanntes Freiheitsdenkmal errichtet, ein Monument mit einem 15 Zentner schweren Hakenkreuz. Es wurde am 21. April 1945 von den Amerikanern geschleift.
Am 1. Januar 1971 wurde die Gemeinde Solar mit den Gemeindeteilen Auhof und Grauwinkl im Rahmen der Gebietsreform in Bayern in die Stadt Hilpoltstein eingemeindet.
Zum Altort kam in den 1970er Jahren ein westlich gelegenes Siedlungsgebiet dazu. 2002 wurde ein neues Feuerwehrhaus erbaut, das auch für die Pflege der Dorfgemeinschaft zur Verfügung steht. 2006/07 wurde nach Abbruch des alten Feuerwehrhauses der Dorfplatz mit einem Brunnen und Milchkannen aus Granit (an die hier zuvor befindliche „Milchbruck“ als Sammelstelle für die Milch erinnernd) nebst Ruhebänken neu gestaltet. 2007 waren von den einst 20 Bauernhöfen Solars nur noch vier aktiv; außerhalb des Dorfes gab es einen Schweinemastbetrieb.

## Einwohnerentwicklung
(nur das Dorf Solar, nicht die Gemeinde Solar)
- 1818: 105 (12 Anwesen; 24 Familien)[27]
- 1820: 110 (21 Anwesen)[28]
- 1861: 120 (44 Gebäude)[29]
- 1871: 101 (62 Gebäude)[30]
- 1900: 113 (23 Wohngebäude)[31]
- 1937: 118[32]
- 1950: 116 (22 Anwesen)[33]
- 1961: 107 (22 Wohngebäude)[34]
- 1970: 124[35]
- 1987: 206 (55 Wohngebäude, 58 Wohnungen)[36]

## Katholische Dorfkapelle
Solar gehört zur katholischen Pfarrei Hilpoltstein. Die Dorfkapelle, ein erdgeschossiger Sandsteinquaderbau mit Satteldach, Dachreiter und Rundapsis, ist auf einer über dem Eingang eingelassenen Inschriftentafel mit 1877 bezeichnet. In diesem Jahre wurde die Kapelle benediziert, nachdem die Gemeinde als Erbauerin der Kapelle sich auch zu ihrem Unterhalt notariell verpflichtet hatte. Sie gilt als Baudenkmal (Denkmalnummer D-5-76-127-116). 1881 kam ein Kreuzweg in die Kapelle. 1970 erhielt der Dachreiter eine neue Glocke. 2003 wurde auf dem Altar eine aus Südtirol stammende Figur des Erzengels Michael aufgestellt. Zwei Halbfiguren in der Kapelle stellen unbekannte Heilige dar; zur Ausstattung gehören auch eine Madonna aus der Rokokozeit und barocke Prozessionsstangen.

## Baudenkmäler
Außer der Ortskapelle gilt das Wohnstallhaus Solar B 12, ein erdgeschossiger Schopfwalmdachbau mit massivem Erdgeschoss und verputztem Fachwerkgiebel, dendrochronologisch datiert auf 1700/1701, als Baudenkmal (Denkmalnummer D-5-76-127-141).

## Vereine
- Freiwillige Feuerwehr Solar-Grauwinkl, gegründet 1896

## Besondere Ereignisse
Über den Solarer Berg führt die Radstrecke des jährlich stattfindenden Triathlons Challenge Roth.